# Don Howe
Donald „Don“ Howe (* 12. Oktober 1935 in Wolverhampton; † 23. Dezember 2015 in Thurrock) war ein englischer Fußballspieler und -trainer.

## Sportlicher Werdegang
Howe verbrachte den Großteil seiner Fußballerkarriere bei West Bromwich Albion, dem er im Dezember 1950 als Jugendspieler beitrat und für den er im November 1952 den ersten Profivertrag unterschrieb. Sein Debüt folgte knapp drei weitere Jahre später im Jahr 1955. Als rechter Außenverteidiger absolvierte er für die „Baggies“ 379 Pflichtspiele in zwölf Jahren und war Stammspieler in der englischen Nationalmannschaft. Dabei war er bei der WM 1958 in Schweden aktiv und kam insgesamt auf 23 Einsätze für England.
Im Jahr 1964 wurde Howe vom FC Arsenal verpflichtet, dessen Trainer Billy Wright ihn zum Mannschaftskapitän ernannte. Nachdem er sich dann im März 1966 beim Spiel gegen den FC Blackpool ein Bein gebrochen hatte, sollte er nie wieder für Arsenal zum Einsatz kommen und beendete seine Karriere, um unter dem damaligen Trainer Bertie Mee die Reservemannschaft zu betreuen. Nach der Entlassung von Dave Sexton im Jahr 1968 wurde Howe zum Kotrainer der Profimannschaft befördert. Arsenal gewann 1971 unter Assistenztrainer Howe das Double aus englischer Meisterschaft und FA Cup, bevor er dann im Juli 1971 zu seinem früheren Verein West Bromwich Albion wechselte, um dort seine erste Cheftrainerrolle zu übernehmen.
Howes Amtszeit bei „WBA“ war nicht erfolgreich und hatte 1973 den Abstieg des Klubs in die Second Division zur Folge. Er schloss sich in der Folge Galatasaray Istanbul an, bevor er nacheinander im Trainerstab der türkischen Nationalmannschaft und Leeds United anheuerte. Er arbeitete weiter als Kotrainer, als er 1977 zum FC Arsenal zurückkehrte, um dort unter dem damaligen Trainer Terry Neill zu arbeiten. Darüber hinaus wurde er Teil des Trainerstabs der englischen Nationalmannschaft.
Nach Neills Demission im Dezember 1983 wurde Howe Cheftrainer beim FC Arsenal. Trotz der erfolgreichen Einführung neuer junger Spieler wie Tony Adams, David Rocastle und Niall Quinn in die Mannschaft, war Howe insgesamt wenig erfolgreich, was zu seinem Rücktritt im März 1986 führte. Zuvor hatten sich Gerüchte über Terry Venables als möglichen Nachfolger gemehrt, die sich jedoch im Nachhinein durch die Verpflichtung von George Graham nicht bewahrheiteten.
Howe nahm Trainertätigkeiten in der englischen B-Auswahl, im Stab der A-Nationalmannschaft sowie in Saudi-Arabien und bei Bristol City an, bevor er Kotrainer von Bobby Gould beim FC Wimbledon wurde. Dort feierte er mit dem FA-Cup-Finalsieg gegen den FC Liverpool einen großen Erfolg. Im Anschluss an ein Engagement beim FC Barnet waren seine letzten Stationen als Cheftrainer zwischen 1989 und 1991 bei den Queens Park Rangers und 1992 auf Interimsbasis bei Coventry City. Nach einem letzten Engagement im Trainerstab des FC Chelsea wechselte Howe in den nationalen Verband der Football Association und diente diesem als technischer Direktor im Bereich der Trainerausbildung. In dieser Zeit sammelte Howe auch Erfahrungen in den Rundfunkmedien, als er für Channel 4 Spiele der italienischen Serie A in der Funktion eines Experten kommentierte. Zur Mitte der 1990er-Jahre arbeitete Howe unter Terry Venables für die englische Nationalmannschaft (einschließlich der EM 1996 im eigenen Land). Danach schloss er sich 1997 wieder dem FC Arsenal an, um dort erneut als Nachwuchstrainer zu arbeiten. Im Jahr 2003 beendete Howe seine Trainerkarriere und schrieb danach noch gelegentlich als Experte für den Sportbereich der BBC-Website.